# Modrzew (powiat siedlecki)
Modrzew – wieś w Polsce położona w województwie mazowieckim, w powiecie siedleckim, w gminie Zbuczyn. Ma status sołectwa.
W latach 1975–1998 miejscowość należała administracyjnie do województwa siedleckiego.
Wierni Kościoła rzymskokatolickiego należą do parafii św. Jana Chrzciciela w Radzikowie Wielkim.
We wsi działa jednostka Ochotniczej straży pożarnej.